# Portugiesischer Fußball-Supercup
Der Portugiesische Fußball-Supercup „Cândido de Oliveira“ (portugiesisch: Supertaça Cândido de Oliveira) ist ein Pokalwettbewerb für Vereinsmannschaften. Er wird seit 1981 jährlich vor dem Start der neuen Saison ausgetragen. Bei dem Wettbewerb spielen der Portugiesische Fußball-Meister und der Portugiesische Fußballpokalsieger in einem Spiel um den Titel. Gewinnt ein Verein beide Wettbewerbe im selben Jahr (Double), tritt der Pokalfinalist im Supercup an. Der Pokal wurde nach dem ehemaligen Nationaltrainer Cândido de Oliveira benannt, der vom Mai 1935 bis zum März 1945 das Amt innehatte.

## Geschichte
Der Super-Cup wurde zuerst inoffiziell 1978/79 als Lokalderby zwischen Boavista (Pokalsieger) und dem FC Porto (Meister) ausgetragen, das 2:1 für Boavista ausging. Im nächsten Jahr (1979/80) fand der zweite inoffizielle Super-Cup in zwei Lissabon-Derbys zwischen Benfica (Pokalsieger) und Sporting (Meister) statt, erstmals als Hin- und Rückspiel ausgetragen.
Wegen des Erfolges der inoffiziellen Super-Cup-Begegnungen wurde der Wettbewerb ab der Saison 1980/81 offiziell von der Federação Portuguesa de Futebol veranstaltet. So wird der Pokal SuperTaça Cândido de Oliveira jährlich ausgespielt und fand in einem Hin- und Rückspiel ohne Auswärtstorregel, Verlängerung und Elfmeterschießen statt. Bei gleichem Torverhältnis nach Hin- und Rückspiel musste ein drittes Entscheidungsspiel (Finalíssima) auf neutralem Boden den Sieger ermitteln. Dies geschah fünf Mal (1990/91, 1992/93, 1993/94, 1994/95 und 1990/2000). Davon wurden zwei Wiederholungsspiele (1993/94 und 1994/95) im Pariser Prinzenparkstadion ausgetragen. 1983/84 wurde der Sieger sogar erst nach vier Partien entschieden: Nachdem sich Porto und Benfica zweimal 1:1 trennten, wurde je ein weiteres Hin- und Rückspiel angesetzt, was Porto mit insgesamt 4:0 für sich entschied.
Wegen sinkendem Interesse und um die Zahl der Partien zu reduzieren, wird seit der Saison 2000/01 nur ein Finale auf neutralem Boden gespielt. Bisher wurde der Supercup 44-mal ausgetragen; Rekordsieger ist der FC Porto mit 24 Titeln (Stand: 2024).

## Die Endspiele im Überblick
Die ersten zwei Supertaças werden nicht offiziell in den Statistiken der Federação Portuguesa de Futebol (FPF) geführt. Ab 1981 wird der Supercup – mit dem Zusatz Cândido de Oliveira – von der FFP veranstaltet. Seit 2001 wird der Titel in einem Finale auf neutralem Boden ermittelt, zuvor in Hin- und Rückspielen. 
| Saison                        | Mannschaft 1                                 | Ergebnis                | Mannschaft 2                         | Datum                                                  | Spielort                                                                                            |
| ----------------------------- | -------------------------------------------- | ----------------------- | ------------------------------------ | ------------------------------------------------------ | --------------------------------------------------------------------------------------------------- |
| Supertaça (inoffiziell)       |                                              |                         |                                      |                                                        | |
| 1979                          | FC Porto                                     | 1:2                     | Boavista Porto                       | 17. August 1979                                        | Estádio das Antas, Porto                                                                            |
| 1980                          | Sporting Lissabon Benfica Lissabon           | 2:2 2:1                 | Benfica Lissabon Sporting Lissabon   | 10. September 1980 29. Oktober 1980                    | Estádio José Alvalade, Lissabon Estádio da Luz, Lissabon                                            |
| Supertaça Cândido de Oliveira |                                              |                         |                                      |                                                        | |
| 1981                          | Benfica Lissabon FC Porto                    | 2:0 4:1                 | FC Porto Benfica Lissabon            | 1. Dezember 1981 8. Dezember 1981                      | Estádio da Luz, Lissabon Estádio das Antas, Porto                                                   |
| 1982                          | Sporting Braga Sporting Lissabon             | 2:1 6:1                 | Sporting Lissabon Sporting Braga     | 9. Oktober 1982 1. Dezember 1982                       | Estádio 1º de Maio, Braga Estádio José Alvalade, Lissabon                                           |
| 1983                          | FC Porto Benfica Lissabon                    | 0:0 1:2                 | Benfica Lissabon FC Porto            | 8. Dezember 1983 14. Dezember 1983                     | Estádio das Antas, Porto Estádio da Luz, Lissabon                                                   |
| 1984                          | Benfica Lissabon FC Porto Benfica Lissabon   | 1:0 3:0 0:1             | FC Porto Benfica Lissabon FC Porto   | 27. März 1985 17. April 1985 16. Mai 1985 30. Mai 1985 | Estádio da Luz, Lissabon Estádio das Antas, Porto Estádio das Antas, Porto Estádio da Luz, Lissabon |
| 1985                          | Benfica Lissabon FC Porto                    | 1:0 0:0                 | FC Porto Benfica Lissabon            | 20. November 1985 4. Dezember 1985                     | Estádio da Luz, Lissabon Estádio das Antas, Porto                                                   |
| 1986                          | FC Porto Benfica Lissabon                    | 1:1 2:4                 | Benfica Lissabon FC Porto            | 19. November 1986 26. November 1986                    | Estádio das Antas, Porto Estádio da Luz, Lissabon                                                   |
| 1987                          | Benfica Lissabon Sporting Lissabon           | 0:3 1:0                 | Sporting Lissabon Benfica Lissabon   | 6. Dezember 1987 26. November 1987                     | Estádio da Luz, Lissabon Estádio José Alvalade, Lissabon                                            |
| 1988                          | Vitória Guimarães FC Porto                   | 2:0 0:0                 | FC Porto Vitória Guimarães           | 28. September 1988 19. Oktober 1988                    | Estádio D. Afonso Henriques, Guimarães Estádio das Antas, Porto                                     |
| 1989                          | Benfica Lissabon Belenenses Lissabon         | 2:0 0:2                 | Belenenses Lissabon Benfica Lissabon | 25. Oktober 1989 29. November 1989                     | Estádio da Luz, Lissabon Estádio do Restelo, Lissabon                                               |
| 1990                          | CF Estrela Amadora FC Porto                  | 2:1 3:0                 | FC Porto CF Estrela Amadora          | 7. August 1990 14. August 1990                         | Estádio José Gomes, Amadora Estádio das Antas, Porto                                                |
| 1991                          | Benfica Lissabon FC Porto                    | 2:1 1:0 1:1 (4:3 i. E.) | FC Porto Benfica Lissabon            | 18. Dezember 1991 29. Januar 1992 9. September 1992    | Estádio da Luz, Lissabon Estádio das Antas, Porto Estádio Municipal de Coimbra Coimbra              |
| 1992                          | FC Porto Boavista Porto                      | 1:2 2:2                 | Boavista Porto FC Porto              | 16. Dezember 1992 6. Januar 1993                       | Estádio das Antas, Porto Estádio do Bessa, Porto                                                    |
| 1993                          | Benfica Lissabon FC Porto                    | 1:0 2:2 (4:3 i. E.)     | FC Porto Benfica Lissabon            | 11. August 1993 15. August 1993 17. August 1994        | Estádio da Luz, Lissabon Estádio das Antas, Porto Estádio Municipal de Coimbra Coimbra              |
| 1994                          | Benfica Lissabon FC Porto                    | 1:1 0:0 1:0             | FC Porto Benfica Lissabon            | 24. August 1994 21. September 1994 20. Juni 1995       | Estádio da Luz, Lissabon Estádio das Antas, Porto Parc des Princes, Paris                           |
| 1995                          | Sporting Lissabon FC Porto Sporting Lissabon | 0:0 2:2 3:0             | FC Porto Sporting Lissabon FC Porto  | 6. August 1995 23. August 1995 30. April 1996          | Estádio José Alvalade, Lissabon Estádio das Antas, Porto Parc des Princes, Paris                    |
| 1996                          | FC Porto Benfica Lissabon                    | 1:0 0:5                 | Benfica Lissabon FC Porto            | 18. August 1996 18. September 1996                     | Estádio das Antas, Porto Estádio da Luz, Lissabon                                                   |
| 1997                          | Boavista Porto FC Porto                      | 2:0 1:0                 | FC Porto Boavista Porto              | 15. August 1997 10. September 1997                     | Estádio do Bessa, Porto Estádio das Antas, Porto                                                    |
| 1998                          | FC Porto Sporting Braga                      | 1:0 1:1                 | Sporting Braga FC Porto              | 8. August 1998 8. September 1998                       | Estádio das Antas, Porto Estádio 1º de Maio, Braga                                                  |
| 1999                          | SC Beira-Mar FC Porto                        | 1:2 3:1                 | FC Porto SC Beira-Mar                | 7. August 1999 15. August 1999                         | Estádio Mário Duarte, Aveiro Estádio das Antas, Porto                                               |
| 2000                          | FC Porto Sporting Lissabon                   | 1:1 0:0 1:0             | Sporting Lissabon FC Porto           | 13. August 2000 31. Januar 2001 16. Mai 2001           | Estádio das Antas, Porto Estádio José Alvalade, Lissabon Estádion Municipal de Coimbra, Coimbra     |
| Saison                        | Meister                                      | Ergebnis                | Pokalsieger/-finalist                | Datum                                                  | Spielort                                                                                            |
| 2001                          | Boavista Porto                               | 0:1                     | FC Porto                             | 4. August 2001                                         | Estádio do Rio Ave FC, Vila do Conde                                                                |
| 2002                          | Sporting Lissabon                            | 5:1                     | Leixões SC                           | 18. August 2002                                        | Estádio do Bonfim, Setúbal                                                                          |
| 2003                          | FC Porto                                     | 1:0                     | União Leiria                         | 10. August 2003                                        | Estádion D. Afonso Henriques, Guimarães                                                             |
| 2004                          | FC Porto                                     | 1:0                     | Benfica Lissabon                     | 20. August 2004                                        | Estádio Cidade de Coimbra, Coimbra                                                                  |
| 2005                          | Benfica Lissabon                             | 1:0                     | Vitória Setúbal                      | 13. August 2005                                        | Estádio Algarve, Faro-Loulé                                                                         |
| 2006                          | FC Porto                                     | 3:0                     | Vitória Setúbal                      | 19. August 2006                                        | Estádio Dr. Magalhães Pessoa, Leiria                                                                |
| 2007                          | FC Porto                                     | 0:1                     | Sporting Lissabon                    | 11. August 2007                                        | Estádio Dr. Magalhães Pessoa, Leiria                                                                |
| 2008                          | FC Porto                                     | 0:2                     | Sporting Lissabon                    | 16. August 2008                                        | Estádio Algarve, Faro-Loulé                                                                         |
| 2009                          | FC Porto                                     | 2:0                     | FC Paços de Ferreira                 | 9. August 2009                                         | Estádio Municipal de Aveiro, Aveiro                                                                 |
| 2010                          | Benfica Lissabon                             | 0:2                     | FC Porto                             | 7. August 2010                                         | Estádio Municipal de Aveiro, Aveiro                                                                 |
| 2011                          | FC Porto                                     | 2:1                     | Vitória Guimarães                    | 7. August 2011                                         | Estádio Municipal de Aveiro, Aveiro                                                                 |
| 2012                          | FC Porto                                     | 1:0                     | Académica de Coimbra                 | 12. August 2012                                        | Estádio Municipal de Aveiro, Aveiro                                                                 |
| 2013                          | FC Porto                                     | 3:0                     | Vitória Guimarães                    | 10. August 2013                                        | Estádio Municipal de Aveiro, Aveiro                                                                 |
| 2014                          | Benfica Lissabon                             | 0:0 (3:2 i. E.)         | Rio Ave FC                           | 11. August 2014                                        | Estádio Municipal de Aveiro, Aveiro                                                                 |
| 2015                          | Benfica Lissabon                             | 0:1                     | Sporting Lissabon                    | 9. August 2015                                         | Estádio Algarve, Faro-Loulé                                                                         |
| 2016                          | Benfica Lissabon                             | 3:0                     | Sporting Braga                       | 7. August 2016                                         | Estádio Municipal de Aveiro, Aveiro                                                                 |
| 2017                          | Benfica Lissabon                             | 3:1                     | Vitória Guimarães                    | 5. August 2017                                         | Estádio Municipal de Aveiro, Aveiro                                                                 |
| 2018                          | FC Porto                                     | 3:1                     | Desportivo Aves                      | 4. August 2018                                         | Estádio Municipal de Aveiro, Aveiro                                                                 |
| 2019                          | Benfica Lissabon                             | 5:0                     | Sporting Lissabon                    | 4. August 2019                                         | Estádio Algarve, Faro-Loulé                                                                         |
| 2020                          | FC Porto                                     | 2:0                     | Benfica Lissabon                     | 23. Dezember 2020                                      | Estádio Municipal de Aveiro, Aveiro                                                                 |
| 2021                          | Sporting Lissabon                            | 2:1                     | Sporting Braga                       | 31. Juli 2021                                          | Estádio Municipal de Aveiro, Aveiro                                                                 |
| 2022                          | FC Porto                                     | 3:0                     | CD Tondela                           | 30. Juli 2022                                          | Estádio Municipal de Aveiro, Aveiro                                                                 |
| 2023                          | Benfica Lissabon                             | 2:0                     | FC Porto                             | 9. August 2023                                         | Estádio Municipal de Aveiro, Aveiro                                                                 |
| 2024                          | Sporting Lissabon                            | 3:4 n. V.               | FC Porto                             | 3. August 2024                                         | Estádio Municipal de Aveiro, Aveiro                                                                 |
| 2025                          | Sporting Lissabon                            | 0:1                     | Benfica Lissabon                     | 31. Juli 2025                                          | Estádio Algarve, Faro-Loulé                                                                         |

- Mannschaften in fett gewannen den Wettbewerb.
- Mannschaften in kursiv traten als Pokalfinalisten an.

## Ranglisten
| Rang | Verein               | Titel | Jahr(e) | FT |
| ---- | -------------------- | ----- | --- | -- |
| 1    | FC Porto             | 24    | 1981, 1983, 1984, 1986, 1990, 1991, 1993, 1994, 1996, 1998, 1999, 2001, 2003, 2004, 2006, 2009, 2010, 2011, 2012, 2013, 2018, 2020, 2022, 2024 | 34 |
| 2    | Benfica Lissabon     | 10    | 1980, 1985, 1989, 2005, 2014, 2016, 2017, 2019, 2023, 2025                                                                                     | 23 |
|      | Sporting Lissabon    | 9     | 1982, 1987, 1995, 2000, 2002, 2007, 2008, 2015, 2021                                                                                           | 13 |
| 4    | Boavista Porto       | 3     | 1979, 1992, 1997 | 4  |
| 5    | Vitória Guimarães    | 1     | 1988 | 4  |
| 6    | Sporting Braga       |       | | 4  |
| 7    | Vitória Setúbal      |       | | 2  |
| 8    | Belenenses Lissabon  |       | | 1  |
|      | CF Estrela Amadora   |       | | 1  |
|      | SC Beira-Mar         |       | | 1  |
|      | Leixões SC           |       | | 1  |
|      | União Leiria         |       | | 1  |
|      | FC Paços de Ferreira |       | | 1  |
|      | Académica de Coimbra |       | | 1  |
|      | Rio Ave FC           |       | | 1  |
|      | Desportivo Aves      |       | | 1  |
|      | CD Tondela           |       | | 1  |

| Rang | Trainer          | Titel | Jahr(e)          |
| ---- | ---------------- | ----- | ---------------- |
| 2    | Artur Jorge      | 3     | 1984, 1986, 1990 |
|      | Sérgio Conceição | 3     | 2018, 2020, 2022 |
| 3    | António Oliveira | 2     | 1982, 1996       |
|      | Bobby Robson     | 2     | 1993, 1994       |
|      | Octávio Machado  | 2     | 1995*, 2001      |
|      | Fernando Santos  | 2     | 1998, 1999       |
|      | Paulo Bento      | 2     | 2007, 2008       |
|      | Jorge Jesus      | 2     | 2014, 2015       |
|      | Vítor Pereira    | 2     | 2011, 2012       |
|      | Rui Vitória      | 2     | 2016, 2017       |

* Der jeweilige Verein setzte in Hin- und Rückspiel bzw. Wiederholungsspiel jeweils einen anderen Trainer ein.
| Rang | Qualifikationswettbewerb                  | Siege | Jahr(e) |
| ---- | ----------------------------------------- | ----- | --- |
| 1    | Portugiesischer Meister / Double-Gewinner | 30    | 1981, 1982, 1983, 1986, 1987, 1989, 1990, 1993, 1996, 1998, 1999, 2000, 2002, 2003, 2004, 2005, 2006, 2009, 2011, 2012, 2013, 2014, 2016, 2017, 2018, 2019, 2020, 2021, 2022, 2023 |
| 2    | Pokalsieger / -finalist                   | 16    | 1979, 1980, 1984, 1985, 1988, 1991, 1992, 1994, 1995, 1997, 2001, 2007, 2008, 2010, 2015, 2024                                                                                     |

## Trophäe
Der Pokal ist 3,25 kg schwer und insgesamt 53 cm hoch. Dabei steht der 48 Zentimeter hohe Pokal auf einem 5 Zentimeter hohen Fuß.